# Acytolepis indochinensis
Acytolepis indochinensis är en fjärilsart som beskrevs av John Nevill Eliot och Kawazoé 1983. Acytolepis indochinensis ingår i släktet Acytolepis och familjen juvelvingar. Inga underarter finns listade i Catalogue of Life.